# Markgraafschap Antwerpen

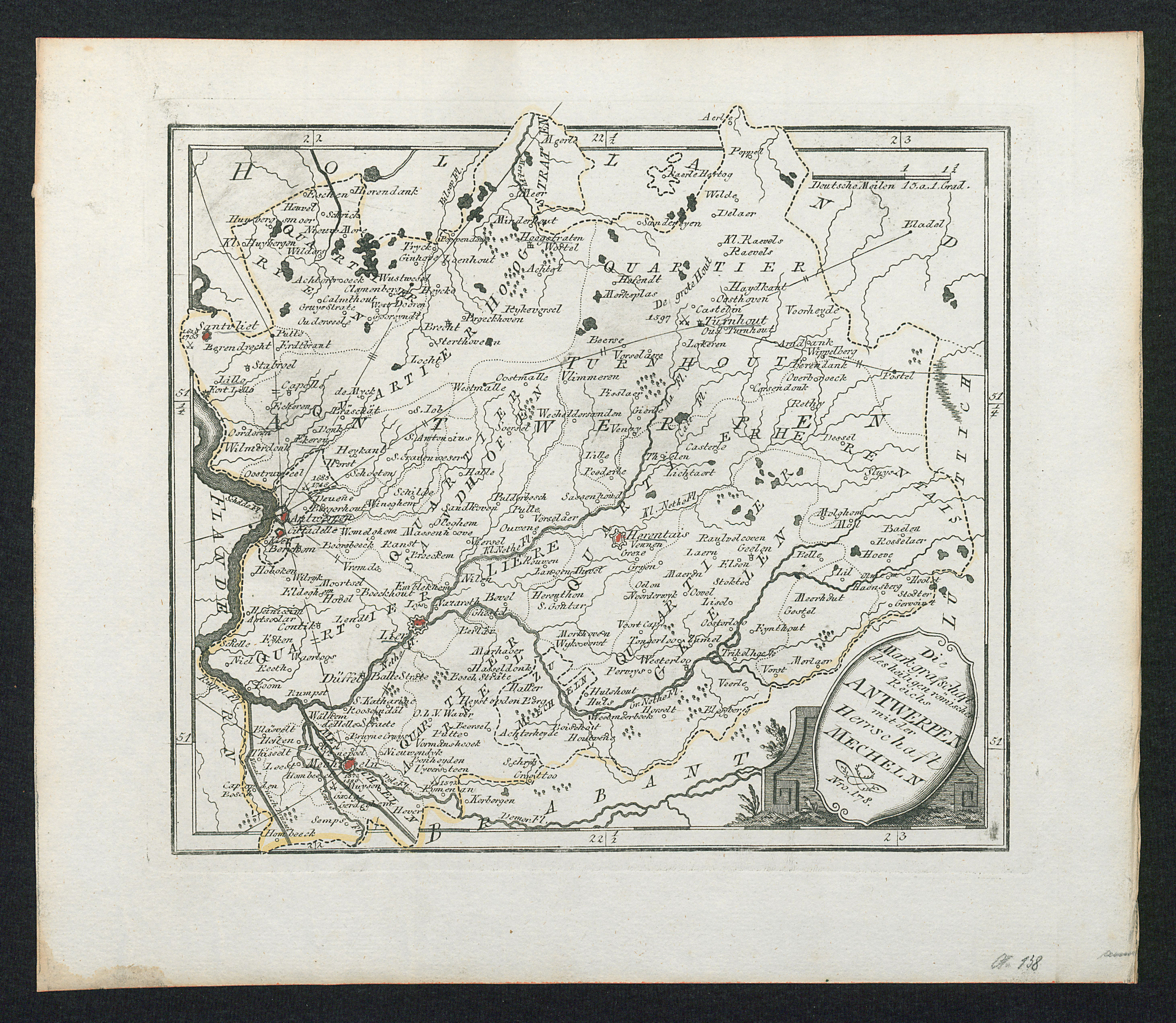
De markgraafschap Antwerpen en de heerschap Mechelen.

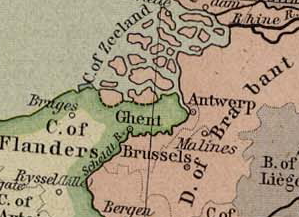
De mark Antwerpen in 1477

Het markgraafschap Antwerpen of de mark Antwerpen was sinds de elfde eeuw het gebied van het Heilig Roomse Rijk rond de steden Antwerpen en Breda.

## Ontstaan
Algemeen wordt aangenomen dat de mark zijn ontstaan vond in de defensieve politiek van de Ottonen. Zij richtten verschillende marken op langs de westelijke grens van het Duitse rijk (hier kwam die overeen met de Schelde), als militair buffergebied tegen West-Francië, het latere Franse koninkrijk. Aanvankelijk beperkte de mark van Antwerpen zich dus tot het gebied langs de Schelde, mogelijk te vereenzelvigen met het Land van Rijen. Toxandrië zou eraan toegevoegd zijn door Ansfried, de laatste graaf van Toxandrië en na 994 bisschop van Utrecht.

## Geschiedenis
In de 11e eeuw behoorde de mark Antwerpen tot de ambtslenen van de hertogen van Neder-Lotharingen. Godfried van Bouillon verkreeg het graafschap in 1076 uit de handen van keizer Hendrik IV. In 1101 werd Hendrik I van Limburg tot markgraaf benoemd. De hervormingen van Godfried van Bouillon (afstand van de tienden aan de Antwerpse kerken) werden tenietgedaan. 
In 1106 werd het hertogdom Neder-Lotharingen en het markgraafschap samengevoegd en toevertrouwd aan de Brabantse landgraaf Godfried I van Leuven. In 1190 werd op de rijksdag van Hall in Zwaben Brabant en Neder-Lotharingen verenigd en werd deze laatste titel louter ceremonieel. Hierdoor werd Brabant een hertogdom en voortaan zou het markgraafschap er blijvend deel van uitmaken. De titel 'markgraaf' of 'markies van Antwerpen' was hierdoor voor de hertogen van Brabant een ambtstitel ondergeschikt aan hertog van Neder-Lotharingen. Niettemin beriepen ze zich hierop om in het oorkondelijk protocol ook de titel van markgraaf van het Heilig Roomse Rijk (marchio Sacri Imperii) te voeren. Bovendien slaagden de graven van Leuven erin zich door de heer van Breda als leenheer te laten erkennen. Ook graaf Dirk VII van Holland maakte aanspraken op Breda, maar in 1200 werd de stad definitief bij het hertogdom Brabant gevoegd. 
Door de Vrede van Aat ging het markgraafschap in 1357 naar de Vlaamse graaf Lodewijk van Male en daarna naar zijn dochter Margaretha van Male. In 1405 kwam het voogdijschap erover toe aan haar zoon Anton van Bourgondië, die het volgende jaar hertog van Brabant werd en zo het markgraafschap weer bij Brabant voegde.
In 1549 vaardigde keizer Karel V de Pragmatieke Sanctie uit, waarin het markgraafschap Antwerpen apart werd vermeld als een territorium binnen de Zeventien Provinciën. Maar deze zelfstandigheid zette zich niet door; enige tijd later werd Antwerpen opnieuw deel van het hertogdom Brabant beschouwd. Maar na de Tachtigjarige Oorlog bleef Breda bij Staats-Brabant, terwijl Antwerpen terug in handen van de Spanjaarden viel (Val van Antwerpen).
De titel van markgraaf van Antwerpen bleef wel bestaan als eretitel voor de schout van Antwerpen, die optrad als vertegenwoordiger van de landvoogd (juridisch gezien de hertog van Brabant).

## Samenstelling
Het markgraafschap omvatte: de vrijheid van de stad Antwerpen, het markiezaat Bergen op Zoom, de baronie van Breda, en verder acht kwartieren, negen heerlijkheden en de versterking van Zandvliet.
De acht kwartieren waren: het Land van Arkel met 13 dorpen, het Land van Rijen met 12 dorpen, de meierij Geel met 19 dorpen, de meierij Zandhoven met 21 dorpen, de meierij Turnhout met 15 dorpen, de meierij Herentals met 18 dorpen, de stad Lier met een bijvang van 7 dorpen en het graafschap Hoogstraten met 12 dorpen.
De negen heerlijkheden waren: Borgerhout, Berchem, Wilrijk, Merksem, Dambrugge, Mol, Arendonk, Dessel en Retie.
Tijdens de Franse bezetting werd het markgraafschap ondergebracht in het departement van de Twee Neten. Het noordelijke deel kreeg toen de naam Bataafs-Brabant.

## Lijst van markgraven van Antwerpen
Onder voorbehoud:
- 969 - 1002 Godfried van Verdun
- 1008 - 1044 Gothelo I de Grote, bouwde een kasteel in Antwerpen.
- 1044 - 1046 Gozelo II van Neder-Lotharingen
- 1046 - 1065 Frederik van Luxemburg
- 1065 - 1069 Godfried met de Baard
- 1070 - 1076 Godfried met de Bult

Vermeld als markgraaf in contemporaine bronnen:
- 1076 - 1100 Godfried van Bouillon
- 1101 - 1106 Hendrik I van Limburg
- 1106 - 1139 Godfried I van Leuven
- 1139 - 1142 Godfried II van Leuven
- 1142 - 1190 Godfried III van Leuven

Onder de Bourgondiërs en Habsburgers:
- 1427 Claes de Kersmakere[2]
- 1479 Philippe de Poitiers
- 1479-1480 Jacob Wielant
- 1480-1492 Jan van Ranst
- 1492-1499 Jan van Immerseel
- 1499-1500 Jean Coutereau
- 1500-1504 Jan van Immerseel
- 1504-1520 Jan II van Immerseel
- 1520-1531 Nicolaas van Liere
- 1531-1531 Jacques de Harbais
- 1531-1550 Willem Van de Werve
- 1550-1554 Jan van Schoonhoven

In de Spaanse periode:
- 1554-1574 Jan van Immerseel
- 1574-1576 Goswin van Varick
- 1577-1583 Simon van de Werve
- 1583-1585 Philips van Schoonhoven
- 1585-1599 Hendrik Tseraerts
- 1599-1628 Hendrik van Varick
- 1628-1658 Nicolaas van Varick
- 1658-1673 Jan Antoon van der Eycken
- 1674-1677 Engelbert Franciscus Taye
- 1678-1728 Alexander della Faille

In de Oostenrijkse periode:
- 1678-1728 Alexander della Faille
- 1728-1743 François Joseph Xavier de Baillet
- 1744-1779 Joannes Dominicus Hyacinthus van Beughem
- 1780-1791 Alexandre François Cuylen

In de Franse tijd:
- 1793 François Carpentier

In de Eerste Oostenrijkse Restauratie:
- 1793 Albert van der Haeghen

In de Tweede Franse Periode:
- 1794-1795 Jean François Wauters

## Referentie
1. ↑  De vermakelijkheden van Brabant, De Cantillon, 1770, Amsterdam
2. ↑  Damen, Mario, Prelaten, edelen en steden. De samenstelling van de Staten van Brabant in de vijftiende eeuw [article]. Bulletin de la Commission royale d'Histoire (2016). Gearchiveerd op 8 maart 2023.

FG FD) Geheel of deels verloren aan Frankrijk 1659–1713; RG RD) Geheel of deels verloren aan de Republiek 1581–1715; V) Door vererving bij een andere kreits